# Sara Carrigan
Sara Carrigan OAM (Gunnedah, 7 september 1980) is een voormalig Australische wielrenster. In 2003 won Carrigan de Wereldbekerwedstrijd in Geelong. Haar grootste overwinning behaalde Carrigan tijdens de Olympische Spelen van 2004 in Athene, waar ze de wegwedstrijd won. Carrigan beëindigde haar loopbaan in 2008.

## Palmares
2001
- Australisch kampioenschap op de weg
- 3e Eindklassement Trophée d'Or Féminin
- 2e Chrono Champenois - Trophée Européen

2002
- 3e Proloog Ronde van Italië voor vrouwen
- 2e Chrono Champenois - Trophée Européen

2003
- 1e in WB-wedstrijd Australia World Cup
- 3e Eindklassement Thüringen-Rundfahrt der Frauen
- 1e 5e etappe Tour de l'Aude Cycliste Féminin
- 1e 7e etappe deel b Tour de l'Aude Cycliste Féminin
- 3e GP Castilla y Leon
- 4e Eindklassement UCI Road Women World Cup

2004
- Australisch kampioenschap tijdrijden
- Australisch kampioenschap op de weg
- Olympische Spelen wegwedstrijd

2005
- Australisch kampioenschap tijdrijden
- Australisch kampioenschap op de weg
- 3e Eindklassement Vuelta Castilla y Leon
- 1e Parel van de Veluwe

2006
- 1e 4e etappe Jayco Bay Cycling Classic
- Australisch kampioenschap tijdrijden
- Australisch kampioenschap op de weg
- Gemenebestspelen tijdrijden

2007
- 1e 5e etappe Tour of New Zealand

2008
- 1e 5e etappe Jayco Bay Cycling classic
- Australisch kampioenschap tijdrijden
- Australisch kampioenschap op de weg
- 1e Maarkedal
- 38e Olympische spelen wegwedstrijd

## Ploegen
- 2003-Bik-Powerplate
- 2005-Van Bemmelen-AA Drink
- 2007-Lotto-Belisol Ladiesteam
- 2008-Lotto-Belisol Ladiesteam

I.Beyen · L.Beyen · Boyd · Bras · Carrigan · De Merlier · De Vocht · De Vuyst · Decroix · Delfosse · Depoorter · Dervan · D'Hamecourt · Druyts · Du Toit · Duprez · Hierckens · Lanssens · Llaca · Schoonbaert · Steenssens · Torsius · Van Doorslaer · Van Geyt · Verbeke · Verstraete · Watt · Wright
Carrigan · Decroix · Delfosse · Depoorter · Du Toit · Goor · Koedooder · Lanssens · Mackie · Paskin · Schoonbaert · Silversides · Torp · Van Doorslaer · Verbeke · Watt
1984: Connie Carpenter-Phinney ·
1988: Monique Knol ·
1992: Kathy Watt ·
1996: Jeannie Longo ·
2000: Leontien van Moorsel ·
2004: Sara Carrigan ·
2008: Nicole Cooke ·
2012: Marianne Vos ·
2016: Anna van der Breggen ·
2020: Anna Kiesenhofer ·
2024: Kristen Faulkner